# Форхайм
Форхайм (нем. Forheim) — община в Германии, в земле Бавария.
Подчиняется административному округу Швабия. Входит в состав района Донау-Рис. Население составляет 574 человека (на 31 декабря 2010 года). Занимает площадь 23,26 км².
Согласно местному преданию, является родиной Понтия Пилата.